# Josef Joachim Goldberg

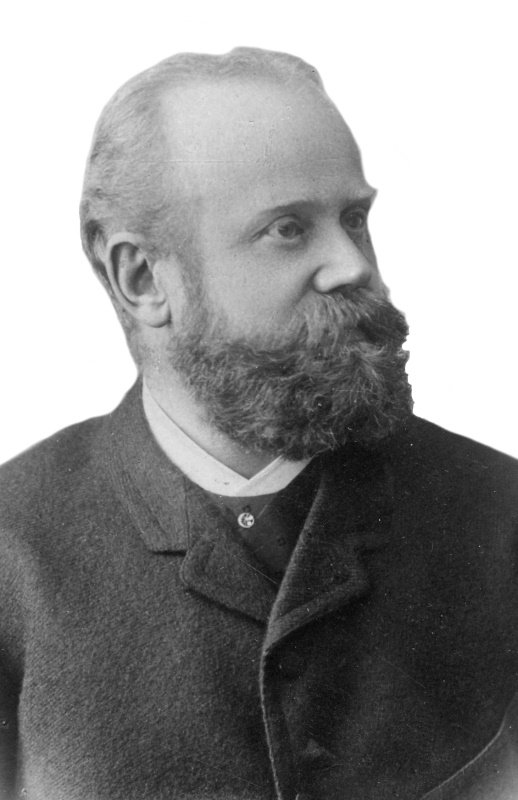
Josef Joachim Goldberg

Josef Joachim Goldberg (* 30. April 1849 in Warnsdorf; † 21. Januar 1916 ebenda) war ein  böhmischer Fabrikant für Weberzeugnisse und Politiker. Er war Bürgermeister der Stadt Warnsdorf (1905–1914).

## Biografie
Goldbergs Vater Joachim, der ebenfalls Webfabrikant in Warnsdorf war, war wesentlich mit der Förderung der altkatholischen Kirche in Warnsdorf beteiligt, deren österreichisches Bistum die Stadt wurde.
1905 wurde er als Nachfolger von Eduard Strache zum Bürgermeister der Stadt Warnsdorf gewählt. Er bekleidete das Amt bis 1914 und wurde 1915 zum Altbürgermeister ernannt.
Ab 1912 war Goldberg Obmann der Bezirksvertretung Warnsdorf. Der Bezirk Warnsdorf umfasste zu der Zeit die elf Gemeinden Kreibitz (Chřibská), Neukreibitz (Nová Chřibská), Niedergrund (Dolní Podluží), Niederkreibitz (Dolní Chřibská), Obergrund (Horní Podluží), Oberkreibitz (Horní Chřibská), Sankt Georgenthal (Jiřetín), Schönfeld (Krásné Pole), Teichstatt (Rybniště), Tollenstein (Tolštejn) und Warnsdorf (Varnsdorf).
Im Stadtbild von Warnsdorf bekannt ist die von ihm bewohnte Villa (Kmochova 586).

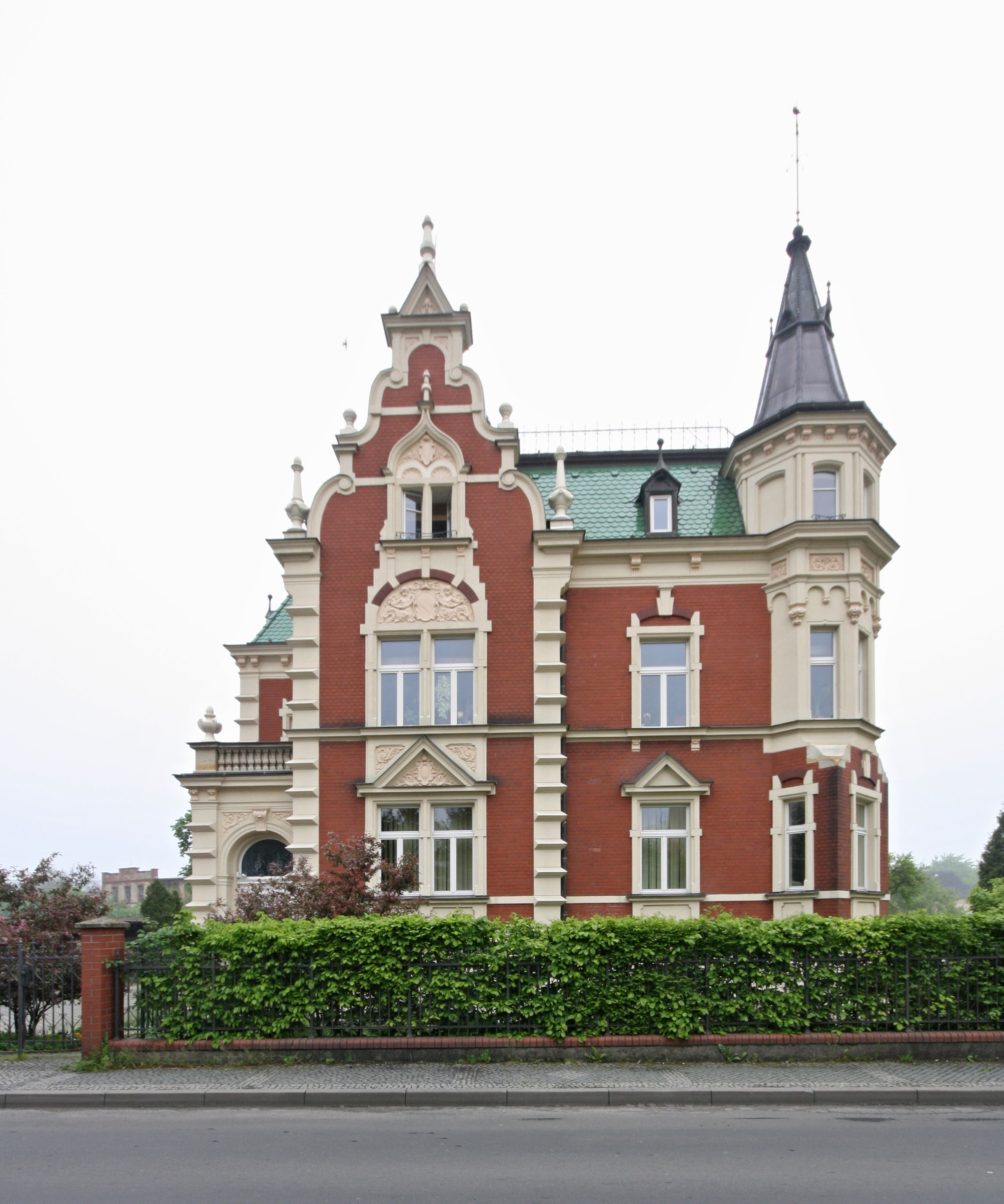
Villa Josef Joachim Goldberg